# Schwarzer Makropode
Der Schwarze Makropode (Macropodus spechti) ist eine Süßwasserfischart aus der Unterordnung der Labyrinthfische. Er kommt natürlich in Vietnam, vermutlich nur in Zentralvietnam in der Gegend von Huế vor, eventuell auch im nordwestlichen Borneo.

## Merkmale
Männliche Schwarze Makropoden werden maximal 12 cm, Weibchen etwa 7,5 cm lang. Sie sind damit etwas schlanker als die anderen Makropodenarten. Die Körperhöhe bei Männchen beträgt etwa 32,5 % der Standardlänge, Weibchen sind mit einer Körperhöhe von ca. 37 % der Standardlänge etwas hochrückiger. Die Stirnlinie der Schwarzen Makropoden erscheint konkav, während sie bei den anderen Makropodenarten eher konvex ist.
Die Körperfärbung der Fische ist graugelblich, mehr oder weniger dunkel, und damit einfarbig, im Unterschied zu den für gewöhnlich gestreiften anderen Makropodenarten, worauf das Art-Epitheton concolor (einfarbig) des Synonyms hinweist. Die häutigen Schuppentaschen, in denen die Schuppenbasen liegen, sind schwärzlich oder dunkelbraun, wodurch der Eindruck entsteht, die Schuppen seien dunkel gerandet. So entsteht ein dunkles Gitter- oder Netzmuster auf dem Fisch. Große, dominierende Männchen oder aggressive Weibchen können während der Laichzeit völlig schwarz werden. Jungfische zeigen mit einem Alter von drei Monaten vorübergehend eine Streifenzeichnung, die später wieder verschwindet.
Flossenformel: Dorsale X-XII/8-10, Anale XV-XX/12-15, Pectorale 12 (11), Ventrale I/5 (I/4), Caudale 15 (14 o. 16).
Schuppenformel: mLR 28-29, QR 10 (11-12).
Die Außenränder der Flossen sind ziegelrot oder bläulichweiß. Die verlängerten Schwanzflossenstrahlen alter Männchen können bis zu fünffach gegabelt sein.

## Fortpflanzung
Wie viele andere Labyrinthfische bauen Schwarze Makropoden zur Fortpflanzung ein Schaumnest. Es wird vom Männchen an einem Tag gebaut und besitzt einen Durchmesser von 15 cm und eine Höhe von 1,5 cm. Das Paar laicht nach einigen Scheinpaarungen unter dem Nest. Das Männchen sammelt zunächst die Eier und fügt sie dann mit einer zusätzlichen Schaumschicht in das Nest ein. Danach folgen weitere Paarungen, bis der Eivorrat des Weibchens (300 bis 400 Eier) erschöpft ist.

## Systematik
Der nächste Verwandte und Schwesterart des Schwarzen Makropoden ist wahrscheinlich der Gabelschwanzmakropode (Macropodus opercularis), mit dem er als Synapomorphie das Merkmal der stark gegabelten Schwanzflosse teilt, während der China- oder Rundschwanzmakropode (Macropodus ocellatus) eine abgerundete Schwanzflosse besitzt. Auch Kreuzungsversuche zwischen den drei Arten sprechen dafür, dass M. opercularis näher mit M. spechti als mit M. ocellatus verwandt ist.

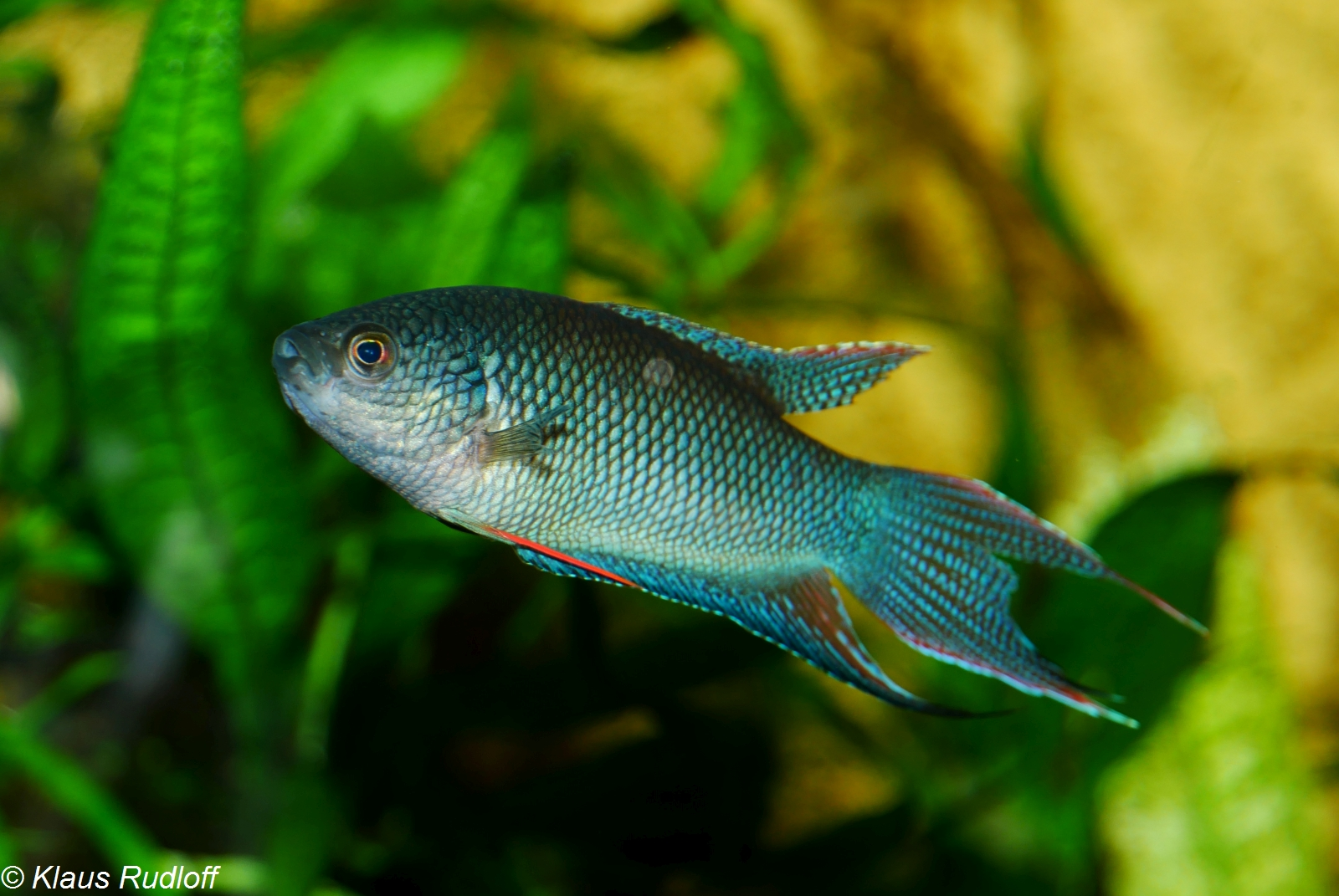
Rotrücken-Makropode

Synonyme von M. spechti sind: Macropodus concolor Ahl, 1937; Macropodus opercularis concolor Ahl, 1937 und Macropodus opercularis spechti Schreitmüller, 1936. Winstanley und Clements synonymisierten 2008 auch den erst 2002 beschriebenen, sehr ähnlichen Rotrücken-Makropoden (Macropodus erythropterus) mit Macropodus spechti.